# Aeroportul Talagi
Aeroportul Talagi (IATA: ARH, ICAO: ULAA) este un aeroport din Arhanghelsk, Arkhangelsk Urban Okrug⁠(d), Regiunea Arhanghelsk, Rusia ce deservește zona Arhanghelsk. Aeroportul a fost tranzitat în 2022 de 1.000.000 de pasageri. A fost deschis în 1963 și numit după Fiodor Abramov⁠(d).
Situat la o altitudine de 19 m, aeroportul dispune de 1 pistă.

## Infrastructură

### Piste
Aeroportul dispune de o singură pistă. Pista 08/26 are suprafața de beton și dimensiunile 2.500 m × 44 m. 